# Grote ruwe aardster
De grote ruwe aardster (Geastrum berkeleyi) is een schimmel in de familie Geastraceae.

## Kenmerken
De grote ruwe aardster is een middelgrote tot grote aardster met een prachtig grijs, sterk wrattig-ruw bolletje met steel en apophyse (uitzakking aan de onderzijde van het bolletje). De mondzone is gevoord-geplooid en scherp afgezet met een ringvoor. De 5 tot 9 slippen zijn niet hygroscopisch en hebben vastgegroeide aarde aan de onderzijde. Ongeopende vruchtlichamen zijn bolvormig tot afgeplat bolvormig, 10-40 mm breed en groeien meestal geheel ondergronds. Het oppervlak is bleek bruin, watachtig en heeft vastgegroeide aarde. 
De enige andere Nederlandse aardster met een wrattig ruw bolletje, de ruwe aardster (Geastrum campestre), is kleiner en te herkennen aan de subhygroscopische slippen (de slippen rollen bij droogte naar boven op maar bedekken het bolletje niet).

## Verspreiding
De grote ruwe aardster komt voor van de Middellandse Zee (Spanje, Italië) noordwaarts tot Engeland, Denemarken, Zuidoost-Zweden en Polen. In Europa is de soort overal zeldzaam.
In Nederland komt grote ruwe aardster uiterst zeldzaam voor. De grote ruwe aardster (Geastrum berkeleyi) is in Nederland uiterst zeldzaam en tot nog toe bekend van één vindplaats, bij Valkenburg. Daar is hij meerdere jaren achtereen aangetroffen.
Hij staat op de rode lijst en in de categorie 'gevoelig'.

## Ecologie
In het buitenland komt de soort vooral voor op kalkrijke bodems, vaak in bossen (zowel loof- als naaldbos) met een dikke humuslaag en in jeneverbesstruwelen en ook wel in zonnige graslanden.

## Naamgeving
Volgens de standaardlijst is G. pseudostriatum een synoniem. Uit moleculair onderzoek blijkt echter dat de grote ruwe aardster (Geastrum berkeleyi) samen met G. pseudostriatum hoort tot een complex van nauw verwante soorten. G. berkeleyi groeit in bossen op rijke grond en heeft iets kleinere sporen (gemiddeld 4.3 µm, excl. ornamentatie) dan G. pseudostriatum (4.8 µm), die in droge graslanden groeit. Het Nederlandse materiaal behoort tot G. berkeleyi sensu stricto.